# Sand in My Shoes
Sand in My Shoes este cel de-al patrulea single extras de pe albumul Life for Rent, al interpretei de origine engleză, Dido.